# Гусько, Алексей Васильевич
Алексей Васильевич Гусько (1925—1945) — сержант Рабоче-крестьянской Красной Армии, участник Великой Отечественной войны, Герой Советского Союза (1946).

## Биография
Алексей Гусько родился 15 июня 1925 года в станице Новоминская (ныне — Каневской район Краснодарского края) в казацкой семье. Окончил восемь классов школы, после чего работал в колхозе. В июле 1942 года Гусько был призван на службу в Рабоче-крестьянскую Красную Армию и направлен на фронт Великой Отечественной войны. Окончил полковую артиллерийскую школу. К апрелю 1945 года гвардии сержант Алексей Гусько был наводчиком орудия 183-го гвардейского артиллерийско-миномётного полка 10-й гвардейской кавалерийской дивизии 4-го гвардейского кавалерийского корпуса 2-го Украинского фронта. Отличился во время освобождения Чехословакии.
28 марта 1945 года во время форсирования реки Нитра Гусько получил ранение, но не покинул подразделение, оставшись в строю. 1 апреля 1945 года в боях за освобождение словацкого города Трнава, отражая немецкую контратаку восьми танков при поддержке мотопехоты, подбил танк и бронетранспортёр. Получил тяжёлое ранение, но поля боя не покинул, продолжая вести огонь, пока не скончался от полученных ранений. Похоронен в братской могиле в Братиславе.

Указом Президиума Верховного Совета СССР от 15 мая 1946 года гвардии сержант Алексей Гусько посмертно был удостоен высокого звания Героя Советского Союза. Также был награждён орденами Ленина и Славы 3-й степени, медалью.
В Новоминской установлен памятник Гусько, в его честь там же названа улица, также школа МБОУ СОШ №35 была названа в честь Гусько.

## Память

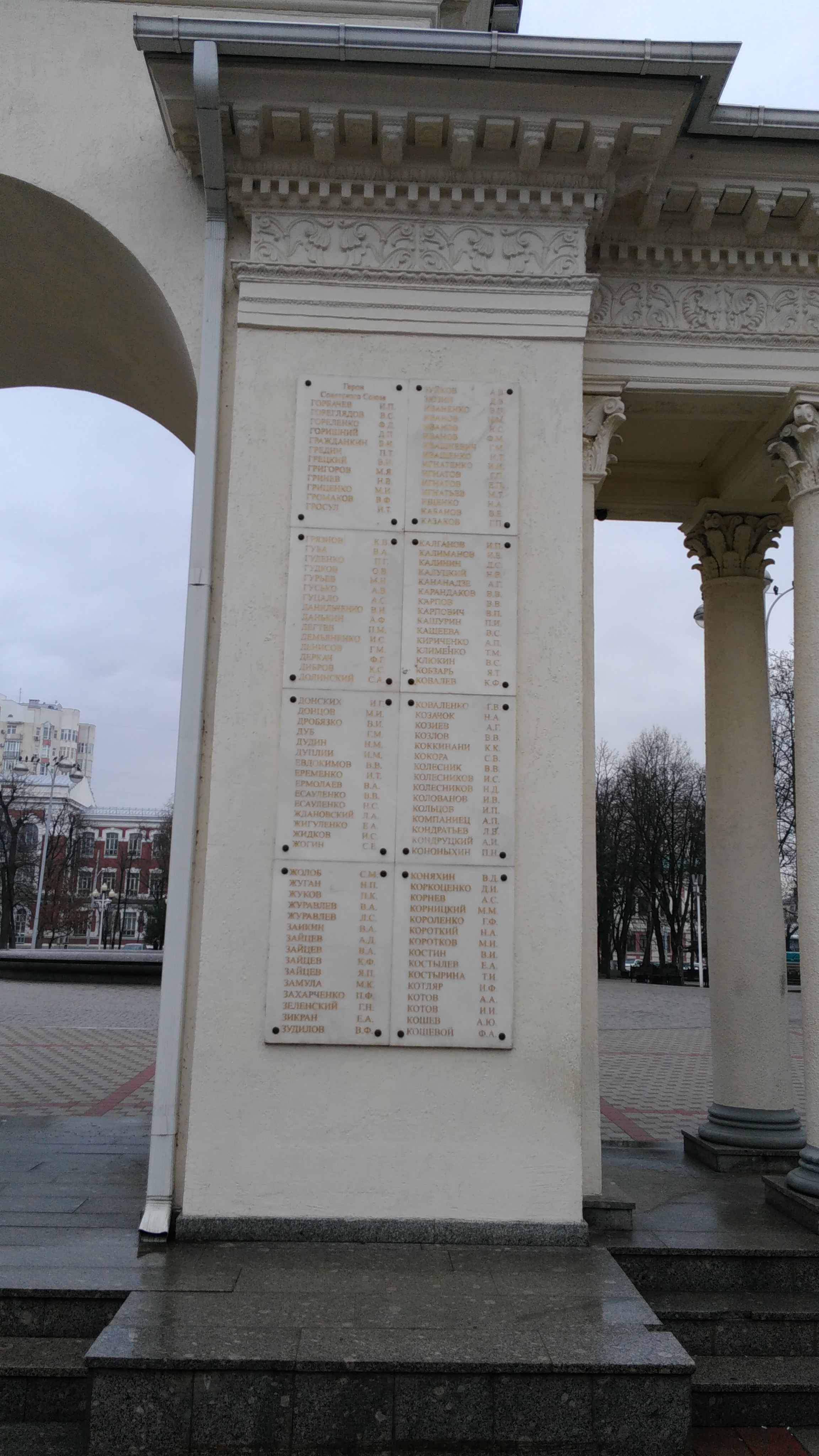
Имя Героя на мемориальной арке в Краснодаре. (Г-К)

- Имя Героя увековечено на мемориальной арке в Краснодаре.
- Имя Героя высечено золотыми буквами в зале Славы Центрального музея Великой Отечественной войны в Парке Победы города Москвы.
- На могиле героя установлен надгробный памятник.